# Miguel Gil Castro
Miguel Gil Castro, (Lima, 29 de noviembre de 1987) es un poeta, antropólogo y gestor cultural peruano.

## Biografía
Miguel Gil Castro (n. 1987) es un escritor y antropólogo peruano. Ha sido galardonado con el Premio Copé de Bronce en la XX Bienal de Poesía y ha publicado poemarios como Cinco días en Huarochirí (2022) y Parábola del pájaro amarillo (2024).
Su poesía aborda temas como la memoria, la identidad, la   espiritualidad andina y la fragilidad humana, combinando un lenguaje simbólico con referencias antropológicas y mitológicas. Ha publicado en revistas literarias como la Río Grande Review, Casapaís y La Colmena, y ha obtenido diversos reconocimientos en concursos nacionales e internacionales de poesía.
Cinco días en Huarochirí ha sido incluido en el catálogo de importantes bibliotecas internacionales, como la Biblioteca del Congreso de los Estados Unidos, la Biblioteca de la Universidad de Harvard, la British Library, y la New York Public Library.
Además de su labor literaria, Gil Castro ha trabajado como investigador junto al antropólogo Rodrigo Montoya Rojas, participando en estudios sobre la historia y cultura peruana. También ha sido jurado en certámenes de creación poética y narrativay se dedica a la docencia y la asesoría literaria.
En los últimos años, ha desarrollado una obra enfocada en las cosmovisiones andinas, que exploran las figuras de las huacas femeninas y masculinas en la tradición andina, principalmente la recopilada en el Manuscrito de Huarochirí.

## Publicaciones

### Libros publicados
- Cinco días en Huarochirí. Poemario ganador del Premio Copé. Lima, Ediciones Copé, 2022[8][9][10]
- Salamandra. Poemario publicado en la revista de la Universidad Autónoma del Estado de México. Estado de México, La Colmena, 2024[11]
- Parábola del pájaro amarillo. Poemario. Lima, Letra Maquinada, 2024[12]
- Plegaria para Palestina. Poemario. Asunción, Liberoamérica, 2025[13][14][15]

### Participación en antologías
- Paradero desierto. Vol. I , Lima, 2022. ISBN 978-612-449753-1-8 [16][17]
- Paradero desierto. Segunda llamada , Lima, 2024. ISBN 978-612-00-9296-5 [18][19]

### Publicaciones en la prensa
- La voz de Isabel (reseña del libro Todo está hecho a la medida de ti misma de Isabel Sabogal). Publicado en el Diario Oficial "El Peruano” Lima, Perú, 24 de julio del 2022[20]

- La virtud del arrastre (reseña del libro Belacqua de Dagoberto Benites). Publicado en la Revista literaria Tinta digital Lima, Perú, 16 de diciembre del 2024[21]

- Ser mujer frente a un espejo (reseña del libro érase un espejo de Alhelí Málaga Sabogal). Publicado en la Revista literaria Vallejo & Co Lima, Perú, 25 de enero del 2025[22]